# District d'Ambohimahasoa
Le district d'Ambohimahasoa est un district de Madagascar situé dans la partie nord de la région Haute Matsiatra, dans la province de Fianarantsoa.